# Bab al-Hara
Bab al-Hara (باب الحارة; "De poort van het dorp") is een van de populairste televisieseries in de Arabische wereld. De serie werd tijdens de maand ramadan door miljoenen mensen wereldwijd bekeken. De serie laat de dagelijkse gebeurtenissen zien in een buurt in de Syrische hoofdstad Damascus tijdens de Franse kolonisatie in de periode van het interbellum.

## Overzicht
Bab al-Hara werd in 2006 voor het eerst uitgezonden tijdens de vastenmaand ramadan. De afleveringen werden één keer per avond uitgezonden door verschillende Arabische satellietzenders om de aandacht van de mensen te trekken die samen zijn gekomen om te eten. Later heeft MBC de hele serie gekocht en de rechten gekregen om de serie uit te zenden.
Geregisseerd door Bassam al-Mulla en uitgezonden door MBC werd het eerste seizoen van de serie, bestaande uit 31 afleveringen, bekeken door een groot publiek en kreeg een positieve ontvangst. Het tweede seizoen werd in 2007 door nog meer mensen bekeken. Het derde seizoen werd uitgezonden in 2008 en concentreerde zich op het huwelijksleven van de kinderen van Abu Issam (de plaatselijke dokter en kapper). Het vierde seizoen werd uitgezonden in september 2009. Het vijfde en laatste seizoen ging over de invasie van de Fransen in het dorp.
Net als veel van de recentere populaire Arabische series is Bab al-Hara een Syrische productie, gefinancierd door de satellietkanalen uit de Golfstaten.

## Historische context
Bab al-Hara speelt zich af in de jaren dertig, een tijd waarin het Midden-Oosten werd gekoloniseerd door het Westen. Syrië staat onder Franse controle en Palestina - waar mannen van het dorp aan het eind van het tweede seizoen van de serie gaan vechten - is in Brits bezit. Bab al-Hara toont de laatste momenten van de Syrische samenleving zoals die bestond in het eeuwenoude Ottomaanse tijdperk, net voor de overgang naar koloniale en post-koloniale moderniteit. Dat veel mensen dit tijdperk nog hebben meegemaakt verklaart de enorme populariteit, een uitdrukkelijke nostalgie van de Arabische wereld en het verlangen naar een eenvoudiger en waardiger tijd.

## Verhaal

### Seizoen 1
Het verhaal speelt zich af in de Damasceense wijk Harat El-Dob'e ('Wijk van de Hyena') in de jaren dertig. De arme Ida'shari ('hij met 11 tenen') is het zat om in armoede te leven. Wanneer hij op straat loopt hoort hij de rijke textielhandelaar Abou Ibrahim praten over het geld dat hij in zijn huis bewaart. Ida'shari besluit om midden in de nacht in te breken in het huis van Abou Ibrahim en dit geld, 50 gouden munten, te stelen. Tijdens het stelen wordt hij gezien door de zoon van Abou Ibrahim, Ibrahim, die hij vervolgens vastbindt aan de grond waarna hij ontsnapt. Ibrahim kont niet zien wie de dief was omdat Ida'shari gezichtsbedekking droeg. Ondertussen hoort Abou Sam'ou, de bewaker van de wijk, veel herrie en besluit hij te kijken wat er aan de hand is. Dan komt hij Ida'shari tegen. Ida'shari vermoordt vervolgens Abou Sam'ou en begraaft hem samen met de gouden munten in een hal van zijn huis naast het graf van zijn overgrootvader. Hij wordt hierbij gezien door zijn vrouw Nazmiyeh. Ida'shari ziet dit en zegt tegen Nazmiyeh dat hij haar zal vermoorden als ze ook maar iets doorvertelt. Nazmiyeh schrikt erg van wat ze heeft gezien en krijgt een zenuwinzinking.
De volgende dag is er veel commotie in de wijk omdat bekend wordt dat Abou Ibrahim is beroofd. Meteen wordt Ida'shari verdacht, omdat hij een crimineel verleden heeft en omdat zijn schoen na de inbraak in het huis van Abou Ibrahim is gevonden. Men wist dat deze schoen van Ida'shari was omdat hij gemaakt was voor een voet met zes tenen, en niemand in de wijk had zo'n schoen nodig behalve Ida'shari. Ida'shari ontkent alles en zegt dat de "werkelijke dief" een schoen van Ida'shari heeft gestolen en in het huis van Abou Ibrahim heeft gegooid zodat hij de schuld zou krijgen. Ten einde raad besluiten het dorpshoofd Abou Saleh en de sjeik Abdel Alim dat Ida'shari met zijn hand op de Koran moet zweren dat hij de gouden munten van Abou Ibrahim niet heeft gestolen. Ida'shari doet dit en de meeste dorpelingen geloven hem hierna, maar Abou Ibrahim en Abou Sjhab, de rechterhand van het dorpshoofd, blijven Ida'shari wantrouwen. Omdat Abou Ibrahim de gouden munten echt nodig heeft om niet failliet te gaan en zijn status op de textielmarkt te behouden, besluit hij een aanklacht in te dienen bij officier Abou Djaoudat. Deze laat Ida'shari gevangennemen en martelen om een bekentenis uit hem te krijgen. Ida'shari weigert echter te bekennen en zegt dat Abou Sam'ou de munten heeft gestolen en ermee vandoor is gegaan.
Ondertussen leeft het dorp nog steeds in grote verwarring: waar is Abou Sam'ou heen ? De leiders van het dorp besluiten zijn familie financieel te steunen en zijn zoon Sam'ou mag werken in een bakkerij, maar hij veroorzaakt veel problemen. Uiteindelijk besluit Sam'ou om het Franse leger in te gaan. Abou Ibrahim krijgt te maken met problemen op de markt, omdat hij de stof die hij had besteld niet kan afbetalen. Uiteindelijk trekt Abou Ibrahim op verzoek van Abou Saleh zijn aanklacht terug en keert Ida'shari terug naar de wijk. Het dorpshoofd en Abou Sjhab vertrouwen hem nog steeds niet en besluiten iemand op hem af te sturen die hem in de gaten moet houden. Als Ida'shari hierachter komt wordt hij woedend en besluit hij, mede op verzoek van Nazmiyeh, de wijk te verlaten en te gaan wonen in een naburige wijk waar Abou Nar, aartsrivaal van de dorpelingen in Harat El-Dob'e, woont. De gouden munten laat hij achter in zijn oude huis. Abou Nar heeft een zieke tante die in Harat El-Dob'e woont. Hij bezoekt haar zeer regelmatig en krijgt het gevoel dat hij niet heel welkom is in de wijk van zijn tante. Uiteindelijk overlijdt zijn tante en erft hij haar huis. Abou Nar komt regelmatig met Ida'shari, met wie hij bevriend is geworden, en andere vrienden in dit huis waar zij dronken worden en veel overlast veroorzaken. Later verhuurt Abou Nar zijn huis aan ex-gevangene Abou Satour, die van het huis een slachthuis maakt en zo veel stank- en geluidsoverlast voor de omgeving veroorzaakt. Ondertussen overlijdt Nazmiyeh aan een longziekte en trouwt de dochter van Ida'shari, Shafi'a, met Abou Dra', een helper van Abou Nar.
Op een gegeven moment krijgen Abou Saleh en zijn helpers (Abou Sjhab, sjeik Abdel Alim en dokter Abou Issam) een verzoek van rebellen in El-Ghouta (een groot bosgebied in de omgeving van Damascus) om, samen met de andere wijken van Damascus, geld in te zamelen om wapens te kopen voor de opstandelingen in Palestina, dat onder Brits bewind staat. Abou Saleh gaat meteen akkoord, maar zijn hulp voor de rebellen moet wel geheim blijven voor de Fransen, die het in die tijd voor het zeggen hadden in Syrië. Regelmatig bezoekt Abou Sjhab El-Ghouta om de rebellen geld en wapens te leveren. Hij ontmoet hier onder andere de opstandeling Zeyba'. Ondertussen wordt op een van de nachten Steif, een blinde jongen die zegt verdwaald te zijn en op zoek te zijn naar zijn moeder, voor de poort van de wijk gevonden. De bewoners van de wijk proberen uit te vinden waar hij vandaan komt, maar zonder succes. Hij mag in de wijk blijven en overnachten in een kamertje van de moskee. Veel dorpelingen denken dat hij een gezegende jongen is die geluk brengt.
Ondertussen krijgt ook de familie van Abou Khatir, een rijke koperhandelaar, te maken met problemen: ze maken zich zorgen over het feit dat niemand met hun dove dochter Zahra wil trouwen. Abou Khatir bedenkt een oplossing: hij biedt Riyad, een werknemer in zijn winkel, aan om met Zahra te trouwen, deze krijgt hiervoor een huis en een kwart van de winkel tot zijn bezit. Riyad accepteert dit, maar krijgt vervolgens te maken met Khatir, de jaloerse zoon van Abou Khatir die zegt dat Riyad alleen met Zahra trouwt omdat hij op het geld uit is. Ook de moeder van Zahra vindt Riyad niet geschikt voor haar dochter omdat hij uit een arme familie komt. Riyad kan de pesterijen van Khatir niet meer aan en besluit het huis en zijn aandeel in de winkel van Abou Khatir terug te geven, maar scheidt niet van Zahra om te bewijzen dat hij niet op het geld uit is. Ze gaan samen wonen in het kleine, armoedige huis van Riyad.
Ook bij de vrouwen van Harat El-Dob'e heerst er veel spanning. Abou Issam heeft lang geleden met Abou Saleh afgesproken dat Issam (zoon van Abou Issam) en Lotfiyeh (achternicht van Abou Saleh) met elkaar zouden trouwen, maar Souad (vrouw van Abou Issam) en Feryal (nicht van Abou Saleh en moeder van Lotfiyeh) hebben een bloedhekel aan elkaar, vooral omdat Feryal zeer koppig is. Uiteindelijk vindt het huwelijk plaats, maar de ruzies en de problemen tussen Souad en Feryal blijven bestaan. Feryal probeert Lotfiyeh daarom op te stoken tegen haar schoonmoeder. Abou Issam en Abou Saleh moeten niets hebben van deze vrouwenproblemen.
Ida'shari probeert ondertussen te denken aan een manier om als held terug te keren naar Harat El-Dob'e, zodat hij zonder problemen de gouden munten kan opgraven. Hij probeert ruzie op te stoken tussen de dorpelingen aan de ene kant en Abou Satour en Abou Nar aan de andere kant. Wanneer er uiteindelijk een gevecht ontstaat, kiest hij de kant van de dorpelingen. Abou Satour en Abou Nar worden verslagen en vernederd en Abou Nar wordt toegang tot de wijk verboden. Ida'shari wordt als held onthaald en krijgt veel respect en de dorpelingen staan erop dat hij terugkeert naar Harat El-Dob'e. Ida'shari wacht steeds op het goede moment om de gouden munten op te graven, maar steeds is er een reden waardoor dit niet kan. Uiteindelijk wordt de hal waarin de gouden munten liggen begraven afgesloten omdat Ida'shari niet kan bewijzen dat deze hal tot zijn bezit behoort. Ondertussen lijdt Ida'shari van veel nachtmerries en een ongerust geweten.
Later wordt Ma'rouf, de zoon van Ida'shari, gebeten door een slang, waardoor hij overlijdt. Dit komt als een grote schok aan voor Ida'shari, die zichzelf de dood van Ma'rouf en Nazmiyeh verwijt. Hij wordt erg depressief en lijdt aan hallucinaties. De dorpelingen zien dit en proberen hem steeds te troosten, maar zonder succes. Uiteindelijk biedt Abou Sjhab Ida'shari aan om voor hem te werken als bewaker van zijn graanschuur. Ida'shari gaat akkoord. Ondertussen maken Abou Nar en Abou Satour plannen om wraak te nemen op Ida'shari en Abou Sjhab. Abou Satour besluit de graanschuur van Abou Sjhab in brand te steken. Net op tijd wordt hij gezien door Ida'shari, die hem tegenhoudt en vastbindt. Abou Sjhab is hem zeer dankbaar hiervoor en biedt hem een gouden munt. Later stuurt Abou Nar Abou Hakam, een huurmoordenaar, af op Ida'shari. Ida'shari overleeft de aanval van Abou Hakam maar raakt wel gewond in zijn rechterarm. Later krijgt hij koudvuur, waarop zijn arm door Abou Issam moet worden afgehakt.
In de laatste afleveringen van het eerste seizoen ziet Ida'shari zijn einde naderen. Op zijn sterfbed bekent hij aan de belangrijkste mannen van de wijk dat hij achter de diefstal van de munten van Abou Ismail zat en dat hij Abou Sam'ou heeft vermoord. Ook vertelt hij waar de gouden munten begraven liggen. Direct na zijn bekentenis overlijdt hij. De mannen die bij de bekentenis aanwezig waren besluiten dit geheim te houden voor de rest van de wijk. Abou Ismail krijgt zijn gouden munten terug en besluit de helft te doneren. Ondertussen heerst er bij de belangrijkste mannen van de wijk veel onrust omdat zij denken dat er een spion aanwezig is in de wijk. Vooral na de moord op Zeyba' krijgen ze het gevoel dat ze in de gaten worden gehouden door de Franse gendarmerie, die het huis van Abou Sjhab doorzocht op zoek naar wapens. Daarom besluiten ze dit keer in plaats van Abou Sjhab een nieuw persoon te sturen naar de opstandelingen: Abou Samir. Deze wordt onderweg naar El-Ghouta vermoord. Nu weten ze het vrijwel zeker: er is een spion aanwezig in Harat El-Dob'e. Na lang nadenken roept Abou Saleh de mannen van de wijk bij elkaar en zegt hij dat de moordenaar van Abou Samir binnen een aantal dagen zal worden gevonden.

### Seizoen 2
Harat El-Dob'e is nog steeds geschokt door de moord op Abou Samir. Vooral dorpshoofd Abou Saleh zit er erg mee. Nog voordat hij de moordenaar van Abou Samir heeft kunnen pakken, wordt ook hij vermoord door dezelfde moordenaar. De wijk rouwt om zijn dood en Abou Sjhab zweert dat hij zijn moord zal wreken. Ondertussen krijgt Abou Sjhab te horen van de rebellen in El-Ghouta dat hij moet komen helpen om wapens te leveren aan de opstandige Arabieren in Palestina. Hij gaat hiervoor eerst naar Tiberias op de Syrisch-Palestijnse grens en vervolgens naar Aleppo in het noorden van Syrië, waar hij lang moet wachten voordat de wapens eindelijk binnen zijn. Abou Sjhab heeft voordat hij vertrok dokter Abou Issam de leiding gegeven over de wijk 
Het gaat echter niet goed in het huis van Abou Issam. Na veel ruzies met zijn vrouw Souad besluit hij van haar te scheiden. Dit komt als een grote schok voor hun kinderen, dochters Bouran, Dalal en Jamileh en zoons Issam en Mo'taz. Souad wilt  terug  keren naar Abou Issam en omdat Abou Issam na de scheiding geen mahram meer is van Souad moet Abou Issam in zijn winkel overnachten. De familie van Abou Issam wil de scheiding geheim houden voor de rest van het dorp, omdat hier vroeger in de Arabische wereld nog een groot taboe op heerste.
In de dagen dat Abou Issam de nacht in zijn winkel doorbrengt, is hij getuige van belangrijke gebeurtenissen. Zo hoort hij twee dieven plannen maken dat zij op een dag in vrouwenkledij willen aankloppen bij weduwe Oum Samir om haar vervolgens te beroven en te vermoorden. Ook ontdekt hij dat Steif helemaal niet blind is, maar gewoon kan zien en de spion is waar iedereen naar op zoek was. Ondertussen gaan er geruchten rond in de wijk dat Abou Issam van zijn vrouw is gescheiden. Dit komt doordat Feryal, die een bloedhekel heeft aan Souad en haar het leven zuur wil maken, de hele wijk rond is gegaan om te vertellen dat Souad is gescheiden en dat haar man in de winkel slaapt.
In een vroege ochtend was Abou Ghalib, verkoper van balila (een soort kikkererwten) uit de wijk van Abou Nar, aanwezig in Harat El-Dob'e. Hij heeft toen ontdekt dat Abou Issam in zijn winkel slaapt. Abou Ghalib haat Abou Issam, omdat hij hem de dood van zijn vrouw en zoon verwijt. Daarom besloot Abou Ghalib om in de volgende nacht een extra slot te zetten op de deur van de winkel van Abou Issam. Diezelfde dag bereiken de roddels Abou Gasim, de broer van Souad en de eigenaar van een hamam. Woedend stormt hij, gevolgd door de rest van de dorpelingen naar de winkel waarin Abou Issam vastzit. Hij breekt het slot open en komt er zo achter dat Souad inderdaad gescheiden is. Meteen gaat hij naar het huis van Souad waar hij haar dwingt mee te gaan naar zijn huis.
Abou Issam voelt zich vernederd en heeft het respect van veel van de dorpelingen verloren. Abou Ibrahim dwingt zijn zoon Ibrahim te scheiden van Dalal met wie hij pas was getrouwd. Zowel Ibrahim als Dalal lijden hierdoor aan liefdesverdriet, maar Abou Ibrahim weigert zijn zoon te laten trouwen met een meisje wier moeder is gescheiden. Issam scheidt van Lotfiyeh nadat hij erachter komt dat haar moeder de geruchten over zijn ouders heeft verspreid. Abou Issam raakt nog meer in de problemen wanneer hij twee vrouwen midden op straat ontdoet van hun burka, omdat hij denkt dat zij de dieven zijn die Oum Samir gaan beroven.
Wanneer Abou Sjhab terugkeert uit Aleppo naar Damascus, hoort hij over de scheiding van zijn zus Souad. Hij is erg boos op Souad en Abou Issam, maar ook op Abou Gasim omdat hij vindt dat hij niet goed heeft gehandeld. Bovendien hoort hij dat Steif niet blind is en ineens is verdwenen uit de wijk. Dit sterkt Abou Sjhab in zijn vermoedens dat Steif de spion is en dat hij degene is die Abou Samir en Abou Saleh heeft vermoord. Later komt Mo'taz, de agressieve zoon van Abou Issam, erachter dat Abou Ghalib het slot op de deur van de winkel van zijn vader heeft gezet en zo de oorzaak was van alle problemen. Als hij hem tegenkomt slaat hij hem in elkaar. Uit wraak bestormen Abou Nar en zijn buurtbewoners Harat El-Dob'e en vallen ze de dorpelingen aan, maar ze worden verslagen en uit de wijk verjaagd. Abou Nar zweert dat hij wraak zal nemen op Abou Sjhab.
Op een gegeven moment blijkt dat Lotfiyeh zwanger is van Issam. Feryal probeert daarom ervoor te zorgen dat Issam Lotfiyeh weer terugneemt. Hiervoor gaat zij met Oum Zaki naar Oum Abdallah, een oude vrouw die aan zwarte magie doet en die Feryal voor een hoge prijs vertelt wat ze moet doen opdat Issam Lotfiyeh terugneemt. Dit levert echter niks op, omdat Feryal met iedereen die haar huis binnentreedt ruzie maakt: Oum Zaki, Bouran, Abou Issam en zelfs Issam zelf toen hij Lotfiyeh daadwerkelijk wilde terugnemen. Over de laatste heeft ze een aanklacht ingediend bij de Franse gendarmerie, waarna Issam is opgepakt en gemarteld in de gevangenis. Nadat Abou Sjhab een flink bedrag aan smeergeld heeft betaald, mocht Issam de gevangenis verlaten. Abou Sjhab besluit om Feryal te straffen en gebiedt daarom alle dorpsbewoners om haar te boycotten en niet meer met haar te praten of eten aan haar te verkopen. Abou Issam gaat hier tegenin en brengt eten naar Feryals huis, waarop zij grote spijt krijgt over de manier waarop zij Abou Issam en zijn familie heeft behandeld.
Later wordt Steif, die zich had vermomd als een oude herder, gevonden in de bossen van Damascus. Hij bekent de moorden op Abou Samir en Abou Saleh en wordt door Abou Sjhab gedood. Daarna komt er een lading wapens uit Aleppo aan die Abou Sjhab naar de rebellen moet brengen. Samen met een groep dorpelingen neemt Abou Sjhab de wapens in ontvangst. Hij wordt hierbij echter overvallen door Abou Hakam, de rechterhand van Abou Nar, die twee geweren van hen afpakt.
Abou Sjhab begint inmiddels weer zijn respect voor Abou Issam terug te krijgen, vooral omdat Abou Issam ondanks de problemen met zijn vrouw Abou Sjhab blijft helpen in zijn steun voor de rebellen van El-Ghouta. Ibrahim loopt weg van huis omdat hij niet met Dalal mag trouwen. Wanneer hij naar huis terugkeert, belooft zijn vader hem dat hij mag trouwen met Dalal. Na lang wachten trouwt Jamileh met Bashir, de zoon van Abou Bashir (bakker en goede vriend van Abou Issam) en Issam trouwt met Houda (de dochter van Abou Bashir). Issam neemt ook Lotfiyeh terug. Abou Ghalib wordt ziek en Abou Issam besluit hem te genezen, ondanks alles wat Abou Ghalib hem heeft aangedaan. Hierdoor krijgt ook Abou Ghalib een gevoel van grote spijt.
Aan het einde van het tweede seizoen vertrekt Abou Sjhab samen met een groep dorpbewoners naar Palestina om de opstandelingen te steunen. Hier worden zij gevangengenomen door de Britse soldaten. Onder leiding van Abou Issam trekken alle mannen van Harat El-Dob'e en van de wijk van Abou Nar naar Palestina om Abou Sjhab en zijn mannen te bevrijden. Wanneer ze terugkeren naar Damascus worden ze als helden onthaald, en keert Souad weer terug naar Abou Issam.

## Personages
- Abo Issam (Abbas El Noury) - Hakim (dokter), de eerste twee seizoenen draaien om hem, uiteindelijk stopte hij met de serie
- Idaghshiri (Bassam EL Coussa) - wordt vermoord aan eind van het eerste seizoen
- Staif - oude, wijze man die Alzaghim heeft vermoord
- Alzaghim - oudste man van het dorp, werd in het tweede seizoen door Staif vermoord
- Souad - vrouw van Abo Issam
- Om Zaky - oude weduwe uit de stad, helpt de vrouwen in het dorp
- Fereal - ook een weduwe, een probleemmaakster
- Abo sh`hab (Samer Al Masry) - na de dood van Alzaghim krijgt hij de macht over het dorp in handen, raakt vermist in het 3e seizoen
- Issam (Meelad Youcef) - oudste zoon van Abo Issam
- Moghtaz (Wael Sharaf in seizoen 1 tot en met 7, daarna Mustafa Saad Edin) - jongste zoon van Abo Issam, wil wraak nemen op de Fransen voor de dood van zijn vader
- Lutfieh - eerste vrouw van Issam
- Jamileh - dochter van Abo Issam
- Dallal (Taj Haidar) - dochter van Abo Issam
- Bouran - oudste dochter van Abo Issam, heeft een dochtertje en een zoon
- Abo Bader - de meest nutteloze man van het dorp, veroorzaakt veel problemen
- Fawziyyeh - vrouw van Abo Bader
- Bader - zoon van Abo Bader
- Abo Cassim - eigenaar van een badhuis en de broer van Abo Sh`hab en Souad
- Abo Khater - eigenaar van een winkel waar hij potten verkoopt
- Om Khater - vrouw van Abo Khater, wordt vermoord in het derde seizoen
- Riyad - Abo Khaters medewerker en schoonzoon
- Zahra - dochter van Abo Khater, getrouwd met Riyad
- Khater - zoon van Abo Khater
- Khayrieh - dochter van Abo Khater, vrouw van Moghtaz
- Abo Elnar - baas van andere wijk, heeft vaak ruzie gehad met sh`hab
- Abo Hakam - medewerker van Abo Elnar
- Abo Ghaleb - balilaverkoper, probleemmaker
- Abo Hatim - vader van zeven dochters en een zoon
- Om Hatem - vrouw van Abo Hatim
- Musallam - werkt met Abo Hatim in de cafetaria, wordt in het 1e seizoen vermoord
- Abo Marzooq - eigenaar van de groentewinkel
- Said - man van Bouran
- Sahim - zoon van Bouran en Said
- Abo Bashir - eigenaar van de bakkerij
- Om Bashir - vrouw van Abo Bashir
- Bashir - zoon van Abo Bashir, is getrouwd met Jamileh
- Hoda - dochter van Abo Bashir, tweede vrouw van Issam
- Abo Brahim - verkoopt kleren, wordt vermoord in het tweede seizoen
- Om Brahim - vrouw van Abo Brahim
- Brahim - zoon van Abo Brahim, getrouwd met Dallal
- Abo Jawdat - hoofdagent, wordt neergeschoten door Moghtaz
- Noury - politieagent, werd verraden door Abo Jawdat en verloor zijn baan, kreeg zijn baan aan het einde van het vierde seizoen met behulp van Moghtaz terug
- Sobhi - zoon van Idaghshiri, wilde wraak voor de dood van zijn vader
- Abu Arab - agent
- Hamdi - spion van de Fransen
- Adham - advocaat
- Ostada Julie - advocaat
- Abu Sayah - burgemeester
- Abu Ali - werkt voor Abu Sayah, wordt opgehangen door de Fransen
- Fakhradden (Hassan Alden)
- Nimis - licht gestoorde man, wordt in seizoen 4 uit de gevangenis gelaten
- Om Joseph (Muna Wassef) - katholieke weduwe, speelt een grote rol in seizoen 4 en 5
- Sara (Kinda Hanna) - Joods meisje dat in seizoen 7 de tweede vrouw van Moghtaz wordt